# Grande Prêmio de Quebec de 2015
A 6.ª edição do Grande Prêmio de Quebec foi uma carreira ciclista que se disputou a 11 de setembro de 2015 num circuito de 12,6 quilómetros na cidade de Quebec, ao que se lhe deram 16 voltas para completar um total de 201,6 quilómetros.
A carreira pertenceu ao UCI WorldTour de 2015 sendo a vigésima quinta competição do calendário de máxima categoria mundial.
O ganhador foi o colombiano Rigoberto Urán (Etixx-Quick Step) quem lançou um ataque a menos de um quilómetro para a chegada. Com um recta final em ascensão, Urán conseguiu manter os escassos metros que levava cruzando a meta primeiro, com o pelotão por trás dele mas sem chegar a atingir-lo. Segundo e terceiro foram para Michael Matthews (Orica-GreenEDGE) e Alexander Kristoff (Katusha).

## Equipas participantes
Tomaram parte na carreira vinte e uma equipas: as dezassete UCI ProTeam (ao ter assegurada e ser obrigatória a sua participação), mais três equipas Profissionais Continentais e uma selecção nacional do Canadá convidados pela organização. A cada formação esteve integrada por oito corredores, formando assim um pelotão de 168 ciclistas dos que finalizaram 130.
| Equipa                      | Cód. UCI | Categoria                |
| --------------------------- | -------- | ------------------------ |
| AG2R La Mondiale            | ALM      | UCI ProTeam              |
| Astana Pro Team             | AST      | UCI ProTeam              |
| BMC Racing Team             | BMC      | UCI ProTeam              |
| Etixx-Quick Step            | EQS      | UCI ProTeam              |
| FDJ                         | FDJ      | UCI ProTeam              |
| IAM Cycling                 | IAM      | UCI ProTeam              |
| Team Katusha                | KAT      | UCI ProTeam              |
| Lampre-Merida               | LAM      | UCI ProTeam              |
| Lotto Soudal                | LTS      | UCI ProTeam              |
| Movistar Team               | MOV      | UCI ProTeam              |
| Orica GreenEDGE             | OGE      | UCI ProTeam              |
| Team Sky                    | SKY      | UCI ProTeam              |
| Team Cannondale-Garmin      | TCG      | UCI ProTeam              |
| Tinkoff-Saxo                | TCS      | UCI ProTeam              |
| Trek Factory Racing         | TFR      | UCI ProTeam              |
| Team Giant-Alpecin          | TGA      | UCI ProTeam              |
| Team Lotto NL-Jumbo         | TLJ      | UCI ProTeam              |
| Bora-Argon 18               | BOA      | Profissional Continental |
| Drapac Professional Cycling | DPC      | Profissional Continental |
| Team Europcar               | EUC      | Profissional Continental |
| Selecção do Canadá          |          |                          |

## Classificação final
| Pos. | Ciclista           | Equipa              | Tempo           | Pontos UCI |
| ---- | ------------------ | ------------------- | --------------- | ---------- |
| 1.º  | Rigoberto Urán     | Etixx-Quick Step    | 5 h 09 min 47 s | 80         |
| 2.º  | Michael Matthews   | Orica GreenEDGE     | m.t.            | 60         |
| 3.º  | Alexander Kristoff | Katusha             | m.t.            | 50         |
| 4.º  | Tom Slagter        | Cannondale-Garmin   | m.t.            | 40         |
| 5.º  | Diego Ulissi       | Lampre-Merida       | m.t.            | 30         |
| 6.º  | Bauke Mollema      | Trek Factory Racing | m.t.            | 22         |
| 7.º  | Philippe Gilbert   | BMC Racing          | m.t.            | 14         |
| 8.º  | Tony Gallopin      | Lotto Soudal        | m.t.            | 10         |
| 9.º  | Warren Barguil     | Giant-Alpecin       | m.t.            | 6          |
| 10.º | Greg Van Avermaet  | BMC Racing          | m.t.            | 2          |

| 11.º | Tanel Kangert        | Astana            | m.t.  |
| 12.º | Simon Geschke        | Giant-Alpecin     | m.t.  |
| 13.º | Anthony Roux         | FDJ               | m.t.  |
| 14.º | Michał Kwiatkowski   | Etixx-Quick Step  | m.t.  |
| 15.º | Andriy Grivko        | Astana            | m.t.  |
| 16.º | Ryder Hesjedal       | Cannondale-Garmin | m.t.  |
| 17.º | Paul Voss            | Bora-Argon 18     | m.t.  |
| 18.º | Arthur Vichot        | FDJ               | m.t.  |
| 19.º | Lars Petter Nordhaug | Sky               | a 6 s |
| 20.º | Robert Gesink        | LottoNL-Jumbo     | m.t.  |

Melhor escalador:  Ryan Roth (equipa Canadá)
Melhor canadiano:  Ryder Hesjedal (Cannondale-Garmin)